# Jedanaesterac (književnost)
Jedanaesterac, stih od jedanaest slogova, prema silabičkoj versifikaciji. Bio je bitan stih antičke (kvantitativne) versifikacije; obično se veže uz Katula i Marcijala. Utjecajan je i u versifikaciji kasnijih romanskih jezika. 
Dante ga je držao najuzvišenijim stihom talijanske prozodije. Omiljen je u talijanskom pjesništvu od 13. stoljeća, pod nazivom endecesillabo. Njime je napisana većina talijanskog klasičnog pjesništva (Dante, Petrarca, Ludovico Ariosto, Torquato Tasso i drugi). Španjolci ga prihvaćaju kao stih soneta u 15. stoljeću.
Oponašali su ga njemački autori H. Heine i J. W. Goethe. I jampski pentametar, najrašireniji stih u Engleskoj, je u počecima pod utjecajem endecasillaba (Chaucer, Wyatt).
U hrvatskoj je usmenoj poeziji trohejski tročlani stih s dvjema cezurama i obično s daktilskom klauzulom. U jedanaestercu je ispjevana glasovita poema "Jama" Ivana Gorana Kovačića. Među poznate pjesnike hrvatskoga jampskog jedanaesterca ubrajaju se i Ivan Mažuranić, Đuro Arnold, August Šenoa, Franjo Marković, Silvije Strahimir Kranjčević, Tin Ujević i Dobriša Cesarić.